# کامرون (کوه)
کوه کامرون (به انگلیسی: Mount Cameroon)یک کوه آتشفشانی فعال در کشور آفریقایی کامرون و در نزدیکی خلیج گینه است.
کوه کامرون با نام های دیگری چون: کوهستان کامرون(Cameroon Mountain)، فاکو(Fako)(که نام بلندترین قله این کوه از میان دو قله آن است) یا نام محلی آن مونگو ما ندمی(Mongo ma Ndemi)(کوهستان بزرگی یا کوهستان عظمت) نیز شناخته می شود.
قله فاکو واقع در کوه کامرون بلندترین نقطه این کشور آفریقایی است.

## گالری تصاویر
- دورنمای قله کوچکتر(از قله فاکو) کامرون از جاده لیمبه.
- جریان گدازه ای جریان یافته از قله کامرون (۱۹۹۹)
- این تابلو دیگر در روی قله وجود ندارد.
- دورنمایی از جاده لیمبه به قله فاکو(کوه کامرون) و کوه اتینده.